# Myrmica formosae
Myrmica formosae är en myrart som beskrevs av Wheeler 1929. Myrmica formosae ingår i släktet rödmyror, och familjen myror. Inga underarter finns listade i Catalogue of Life.